# نادي النهضة برالياس
نادي النهضة برالياس أو النهضة هو نادٍ لكرة القدم مقره في بر الياس، لبنان، تأسس النادي عام 1986، وينافس في دوري الدرجة الثانية بعد صعوده من دوري الدرجة الثالثة عام 2018.